# Municipio de Wilson (condado de Perkins)
El municipio de Wilson (en inglés: Wilson Township) es un municipio ubicado en el condado de Perkins en el estado estadounidense de Dakota del Sur. En el año 2010 tenía una población de 24 habitantes y una densidad poblacional de 0,26 personas por km².

## Geografía
El municipio de Wilson se encuentra ubicado en las coordenadas 45°46′31″N 102°52′15″O / 45.77528, -102.87083. Según la Oficina del Censo de los Estados Unidos, el municipio tiene una superficie total de 93.45 km², de la cual 93,35 km² corresponden a tierra firme y (0,11 %) 0,11 km² es agua.

## Demografía
Según el censo de 2010, había 24 personas residiendo en el municipio de Wilson. La densidad de población era de 0,26 hab./km². De los 24 habitantes, el municipio de Wilson estaba compuesto por el 95,83 % blancos, el 4,17 % eran amerindios. Del total de la población el 0 % eran hispanos o latinos de cualquier raza.